# Acochlidiimorpha
Acochlidiimorpha zijn een superorde  van de Gastropoda (buikpotigen of slakken). 

## Superfamilies
- Acochlidioidea Küthe, 1935
- Parhedyloidea Thiele, 1931